# Nébias
Nébias [nebjas]  est une commune française, située dans le département de l'Aude en région Occitanie.
Ses habitants sont appelés les Nébiassais.
Nébias est une commune rurale qui compte 257 habitants en 2022, après avoir connu un pic de population de 763 habitants en 1841. Ses habitants sont appelés les Nébiasais ou  Nébiasaises.

## Géographie

### Localisation
Nébias est située dans l'ouest du département de l'Aude, sur la D.117 entre Quillan et Foix, à 6 km à l'ouest de Quillan.

### Communes limitrophes
| Puivert |         |         |
|         | Nébias  | Quillan |
| Belvis  | Coudons |         |

### Géologie et relief

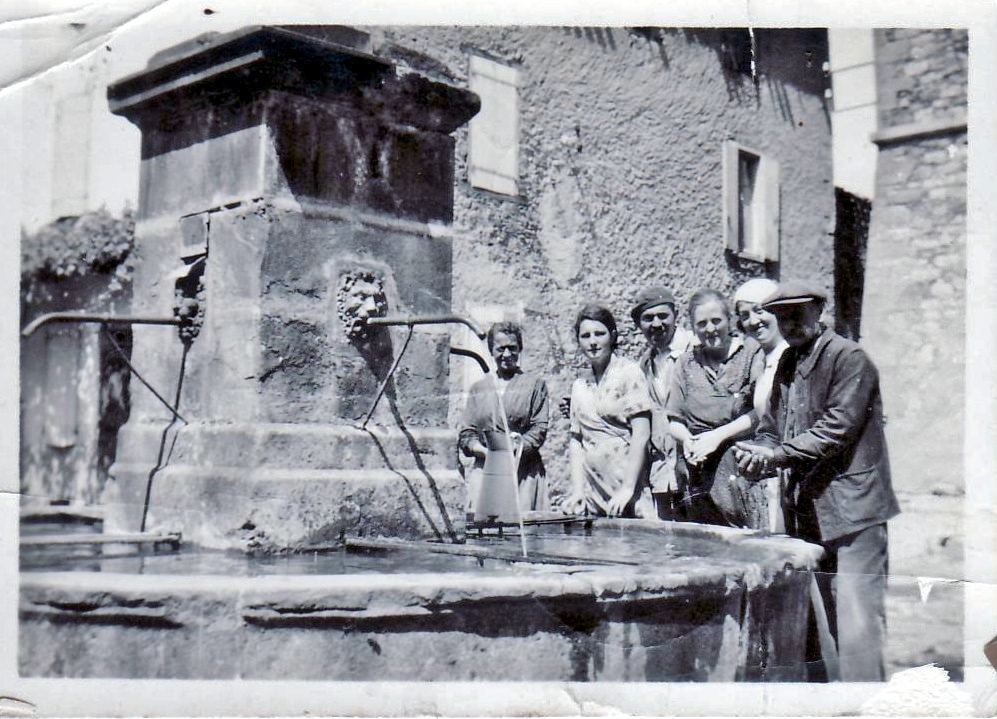
Nébias, la Fontaine, place de l'église, 1955.

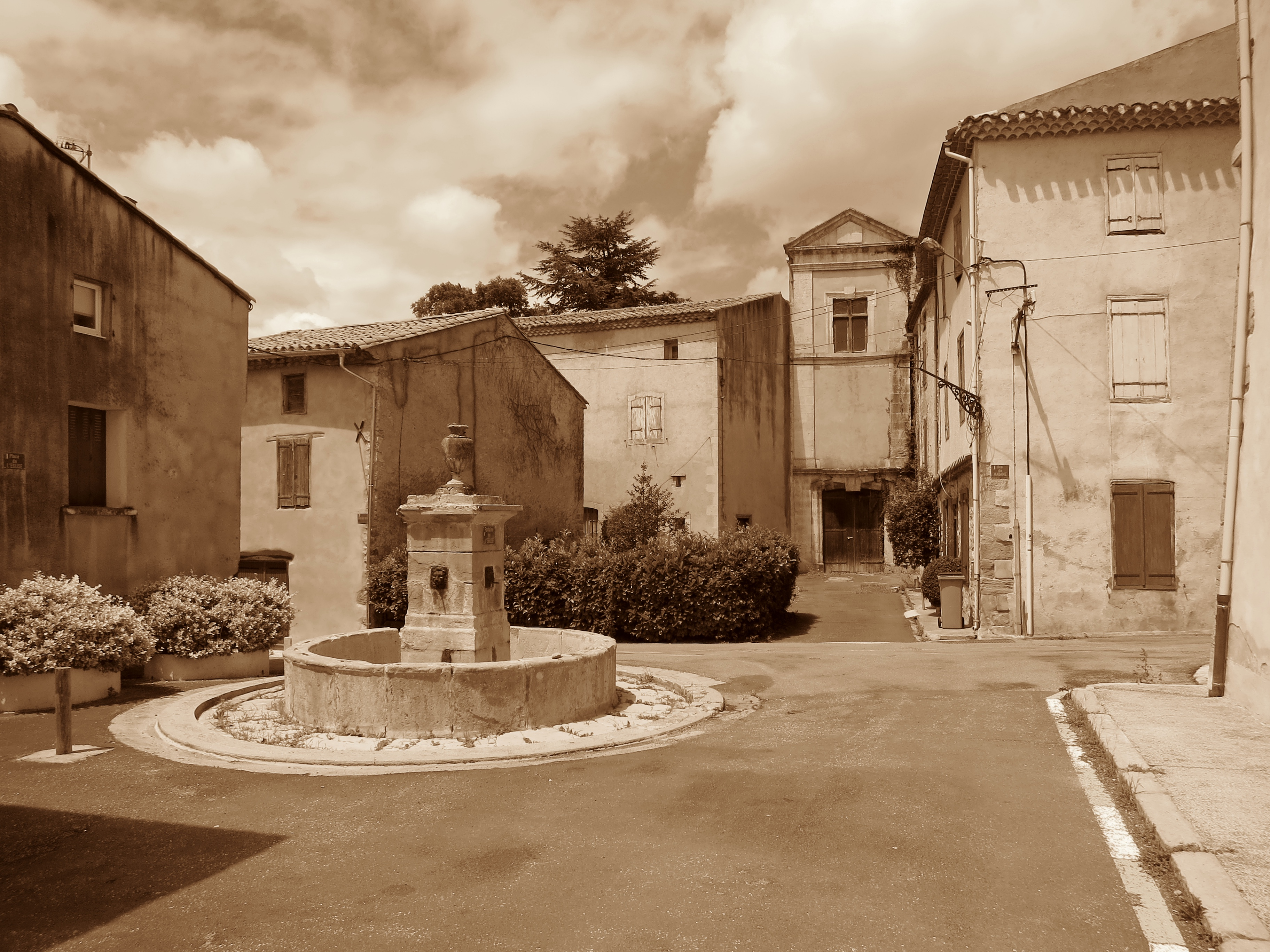
Place de l'église en 2017.

Le sud de la commune (hêtraie-sapinière) fait partie du massif forestier du pays de Sault.

### Hydrographie

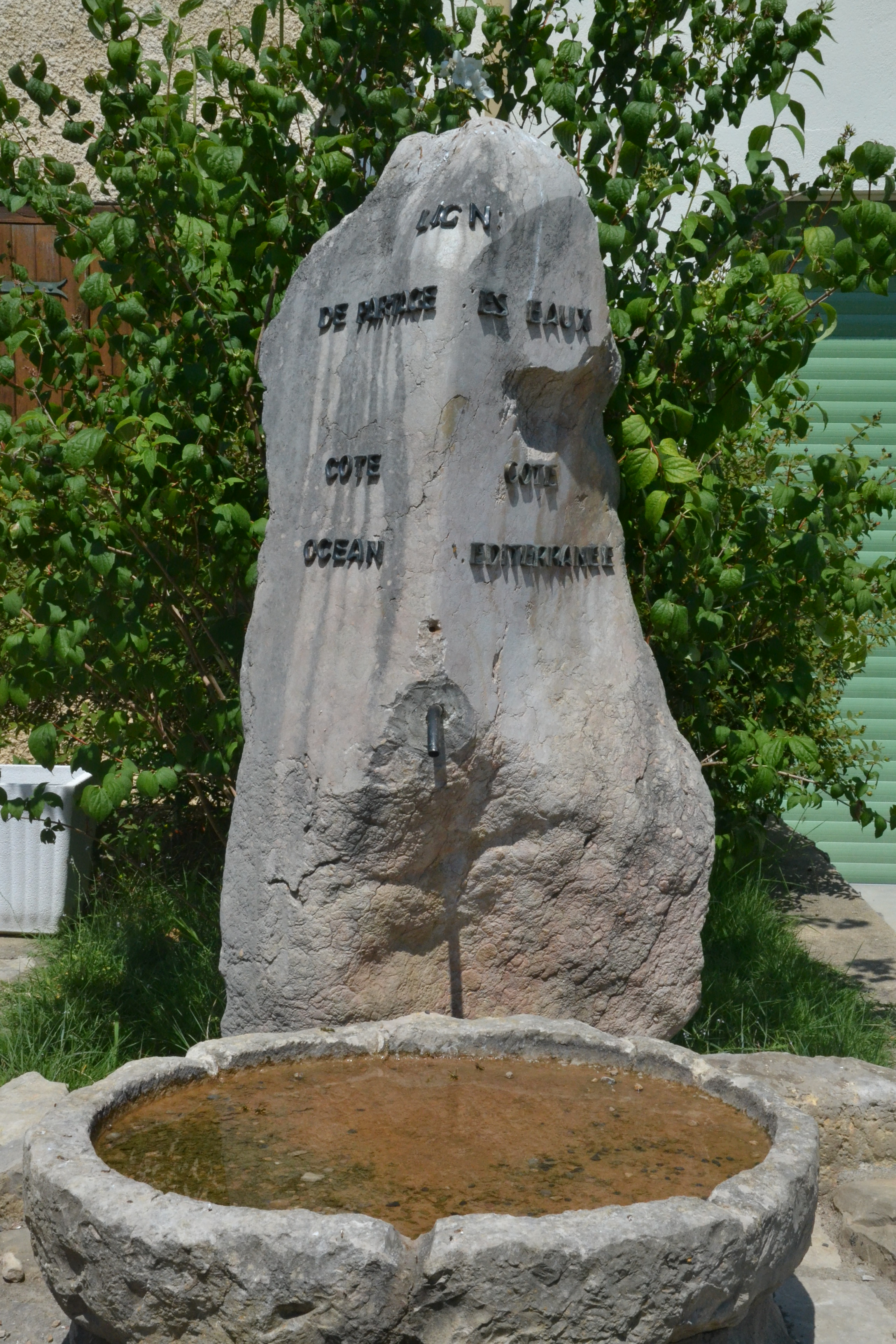
Fontaine de partage des eaux.

La commune est pour partie dans le bassin de la Garonne, au sein du bassin hydrographique Adour-Garonne, et pour partie dans la région hydrographique « Côtiers méditerranéens », au sein du bassin hydrographique Rhône-Méditerranée-Corse. Elle est drainée par le ruisseau des Mouillères, Faby, le ruisseau de la Gaychère et par deux petits cours d'eau, qui constituent un réseau hydrographique de 10 km de longueur totale,.

### Climat
Pour des articles plus généraux, voir Climat de l'Occitanie et Climat de l'Aude.
En 2010, le climat de la commune est de type climat océanique altéré, selon une étude s'appuyant sur une série de données couvrant la période 1971-2000. En 2020, Météo-France publie une typologie des climats de la France métropolitaine dans laquelle la commune est exposée à un climat de montagne ou de marges de montagne et est dans la région climatique Pyrénées orientales, caractérisée par une faible pluviométrie, un très bon ensoleillement (2 600 h/an), un air sec, particulièrement en hiver et peu de brouillards.
Pour la période 1971-2000, la température annuelle moyenne est de 11,6 °C, avec  une amplitude thermique annuelle de 14,8 °C. Le cumul annuel moyen de précipitations est de 900 mm, avec 10,2 jours de précipitations en janvier et 5,9 jours en juillet. Pour la période 1991-2020 la température moyenne annuelle observée sur la station météorologique la plus proche, située sur la commune de Granès à 11 km à vol d'oiseau, est de 13,5 °C et le cumul annuel moyen de précipitations est de 724,6 mm,. Pour l'avenir, les paramètres climatiques de la commune estimés pour 2050 selon différents scénarios d’émission de gaz à effet de serre sont consultables sur un site dédié publié par Météo-France en novembre 2022.

### Milieux naturels et biodiversité

#### Réseau Natura 2000

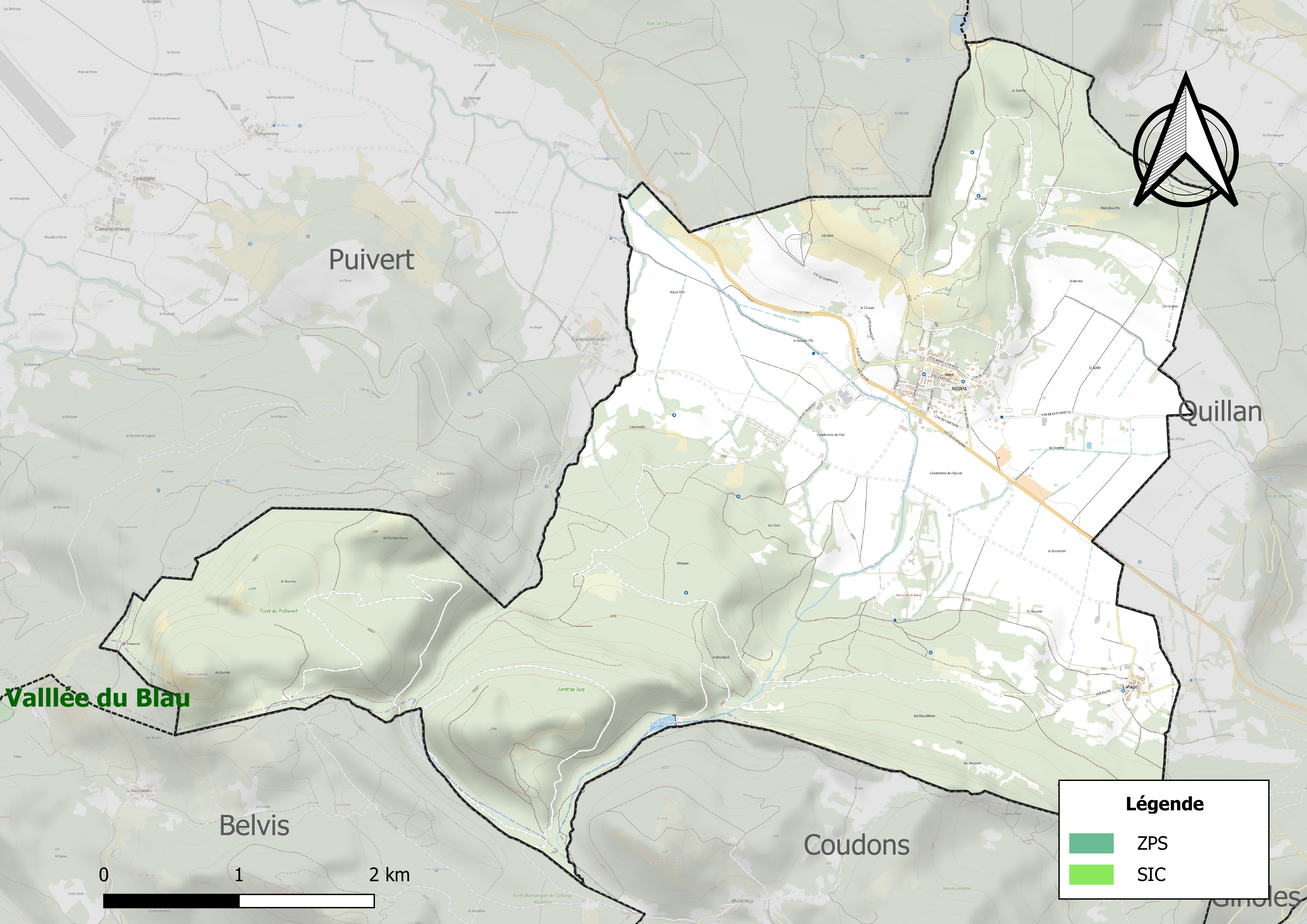
Sites Natura 2000 sur le territoire communal.

Le réseau Natura 2000 est un réseau écologique européen de sites naturels d'intérêt écologique élaboré à partir des directives habitats et oiseaux, constitué de zones spéciales de conservation (ZSC) et de zones de protection spéciale (ZPS).
Un site Natura 2000 a été défini sur la commune au titre  de la directive oiseaux : le « pays de Sault », d'une superficie de 71 499 ha, présentant une grande diversité d'habitats pour les oiseaux. On y rencontre donc aussi bien les diverses espèces de rapaces rupestres, en particulier les vautours dont les populations sont en augmentation, que les passereaux des milieux ouverts (bruant ortolan, alouette lulu) et des espèces forestières comme le pic noir.

#### Zones naturelles d'intérêt écologique, faunistique et floristique

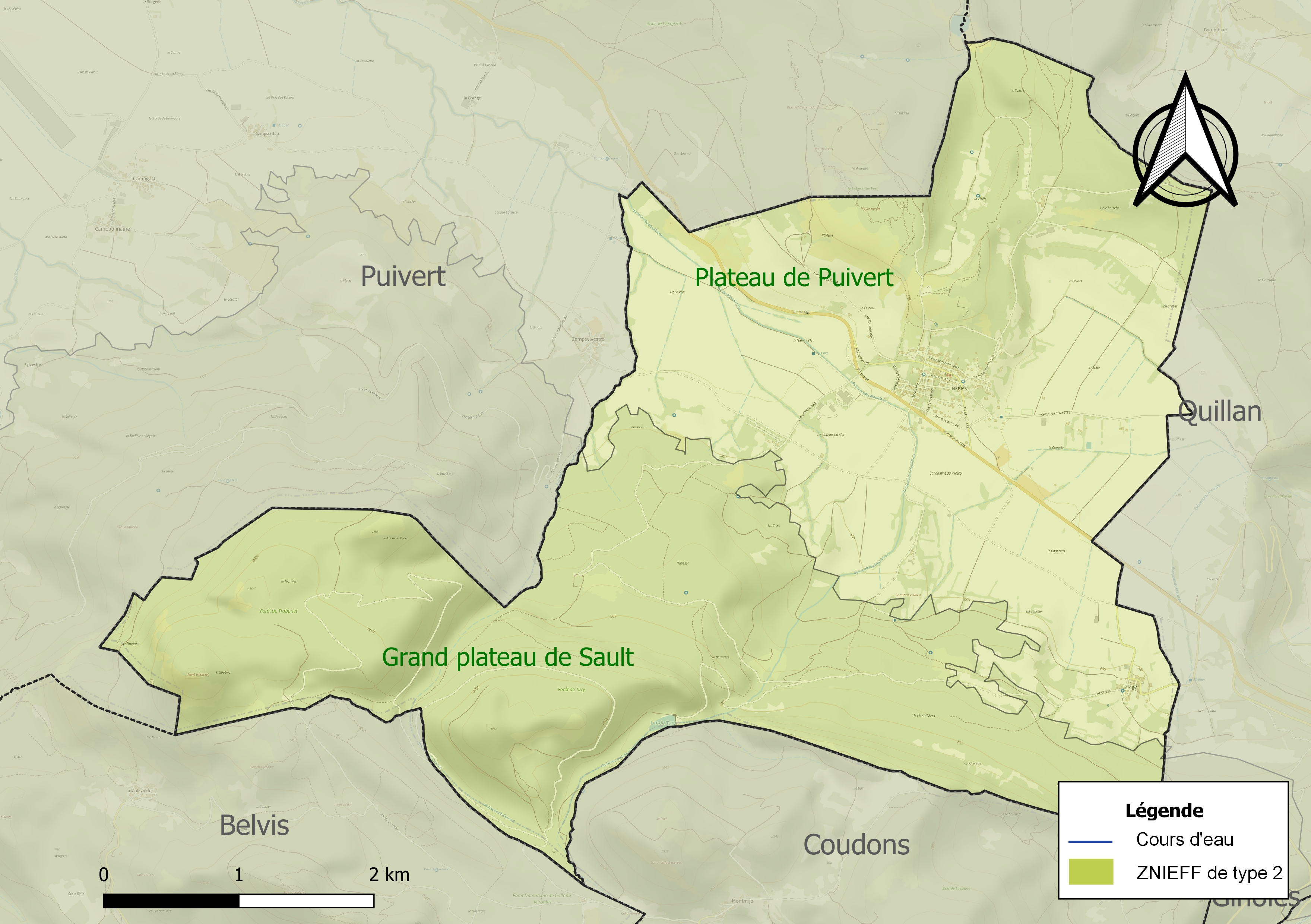
Carte des ZNIEFF de type 2 localisées sur la commune.

L’inventaire des zones naturelles d'intérêt écologique, faunistique et floristique (ZNIEFF) a pour objectif de réaliser une couverture des zones les plus intéressantes sur le plan écologique, essentiellement dans la perspective d’améliorer la connaissance du patrimoine naturel national et de fournir aux différents décideurs un outil d’aide à la prise en compte de l’environnement dans l’aménagement du territoire.
Deux ZNIEFF de type 2 sont recensées sur la commune :
- le « grand plateau de Sault » (17 962 ha), couvrant 21 communes dont 3 dans l'Ariège et 18 dans l'Aude[15] ;
- le « plateau de Puivert » (8 514 ha), couvrant 11 communes du département[16].

## Urbanisme

### Typologie
Au 1er janvier 2024, Nébias est catégorisée commune rurale à habitat dispersé, selon la nouvelle grille communale de densité à 7 niveaux définie par l'Insee en 2022.
Elle est située hors unité urbaine et hors attraction des villes,.

### Occupation des sols
L'occupation des sols de la commune, telle qu'elle ressort de la base de données européenne d’occupation biophysique des sols Corine Land Cover (CLC), est marquée par l'importance des forêts et milieux semi-naturels (56,7 % en 2018), une proportion identique à celle de 1990 (56,7 %). La répartition détaillée en 2018 est la suivante : 
forêts (54,6 %), zones agricoles hétérogènes (24,1 %), prairies (16,3 %), zones urbanisées (2,2 %), milieux à végétation arbustive et/ou herbacée (2,1 %), terres arables (0,6 %). L'évolution de l’occupation des sols de la commune et de ses infrastructures peut être observée sur les différentes représentations cartographiques du territoire : la carte de Cassini (XVIIIe siècle), la carte d'état-major (1820-1866) et les cartes ou photos aériennes de l'IGN pour la période actuelle (1950 à aujourd'hui).

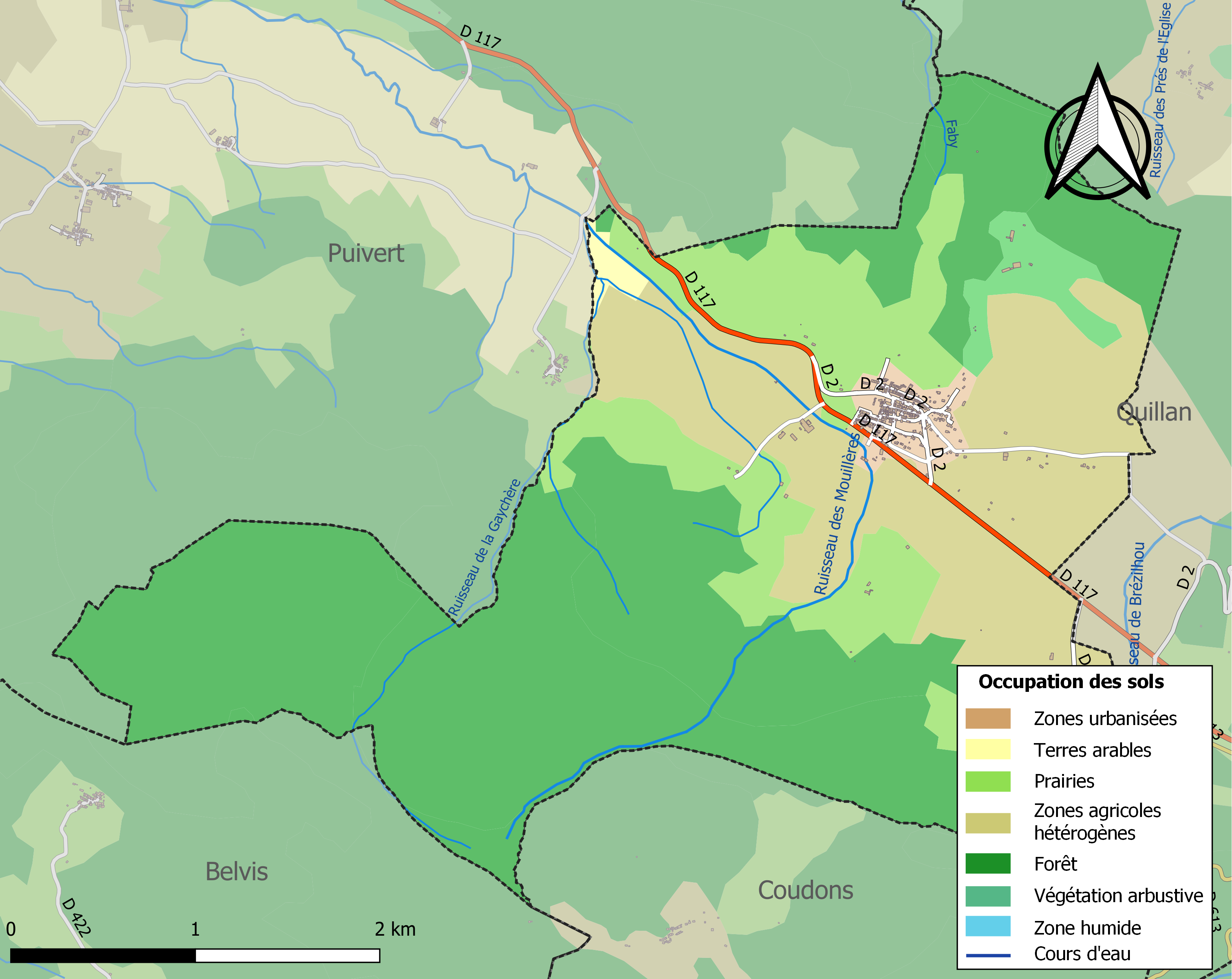
Carte des infrastructures et de l'occupation des sols de la commune en 2018 (CLC).

### Risques majeurs
Le territoire de la commune de Nébias est vulnérable à différents aléas naturels : météorologiques (tempête, orage, neige, grand froid, canicule ou sécheresse), inondations et séisme (sismicité modérée). Un site publié par le BRGM permet d'évaluer simplement et rapidement les risques d'un bien localisé soit par son adresse soit par le numéro de sa parcelle.
Certaines parties du territoire communal sont susceptibles d’être affectées par le risque d’inondation par débordement de cours d'eau, notamment La commune a été reconnue en état de catastrophe naturelle au titre des dommages causés par les inondations et coulées de boue survenues en 1982, 1992, 2009 et 2020,.

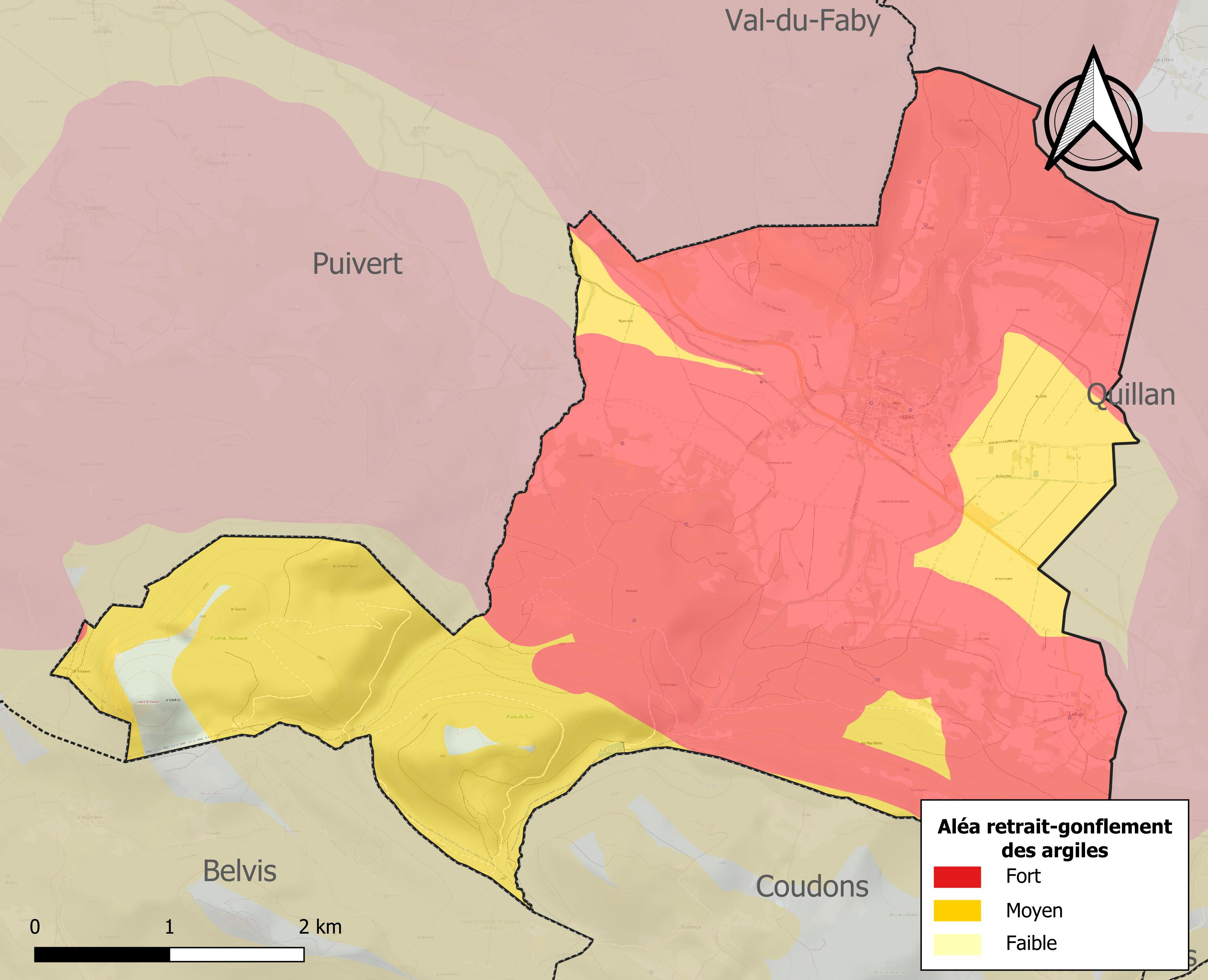
Carte des zones d'aléa retrait-gonflement des sols argileux de Nébias.

Le retrait-gonflement des sols argileux est susceptible d'engendrer des dommages importants aux bâtiments en cas d’alternance de périodes de sécheresse et de pluie. 98,2 % de la superficie communale est en aléa moyen ou fort (75,2 % au niveau départemental et 48,5 % au niveau national). Sur les 213 bâtiments dénombrés sur la commune en 2019, 213 sont en aléa moyen ou fort, soit 100 %, à comparer aux 94 % au niveau départemental et 54 % au niveau national. Une cartographie de l'exposition du territoire national au retrait gonflement des sols argileux est disponible sur le site du BRGM,.

## Politique et administration

### Liste des maires
| Période                                  | Période      | Identité          | Étiquette | Qualité             |
| ---------------------------------------- | ------------ | ----------------- | --------- | ------------------- |
| mars 1959                                | mars 1983    | Pierre Bastié     | PS        | Sénateur            |
| mars 1989                                | juin 1995    | Yves Bastié       | PS        | Conseiller régional |
| juin 1995                                | mars 2001    | Jean Pierre Pardo | DVG       |                     |
| mars 2001                                | mars 2008    | Louis Salavy      | SE        |                     |
| mars 2008                                | janvier 2015 | Yvon Marleix      | UMP       |                     |
| janvier 2015                             | en cours     | Alain Bonnéry     | PCF       | Retraité            |
| Les données manquantes sont à compléter. |              |                   |           |                     |

## Démographie

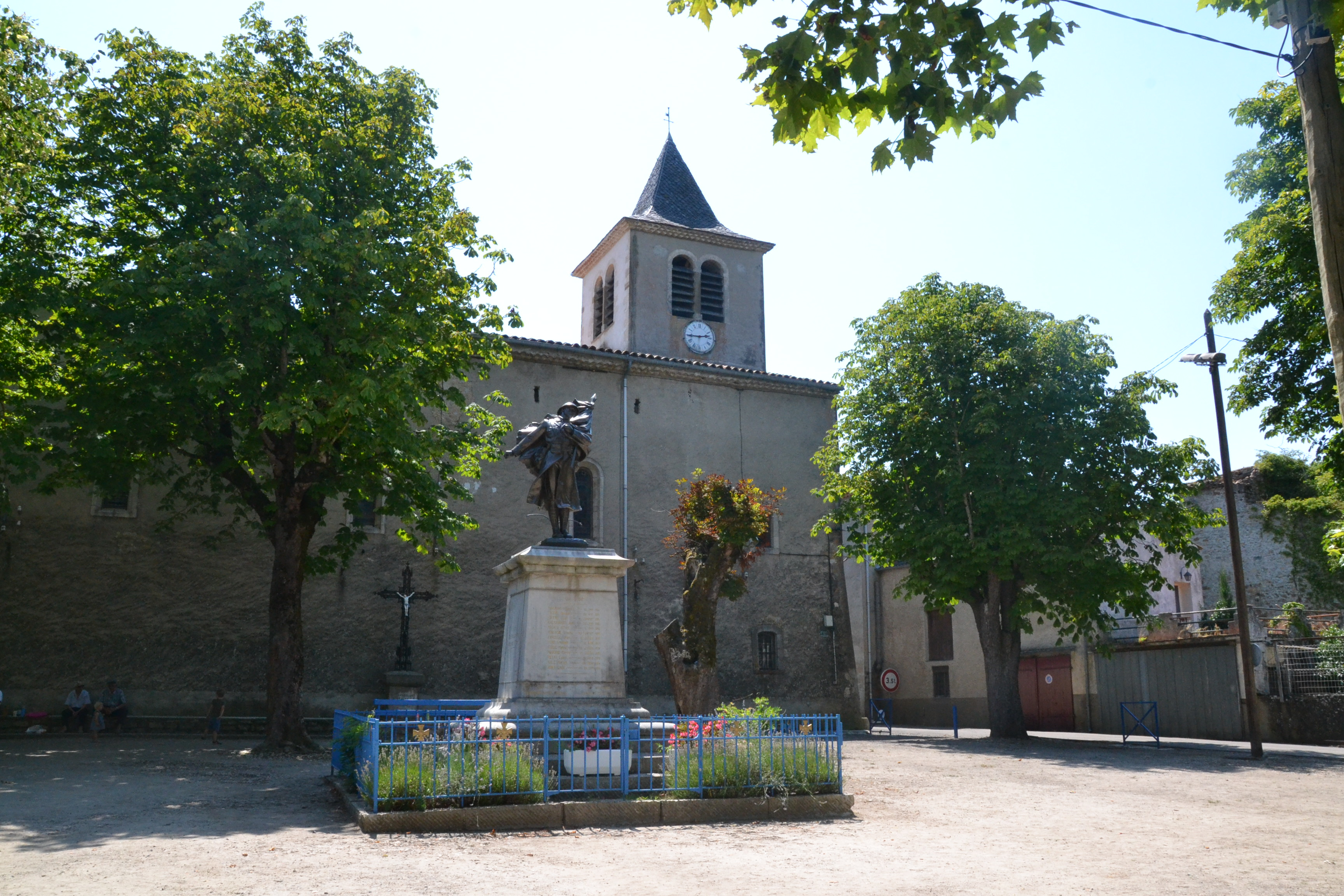
Église de la Nativité-de-Notre-Dame de Nébias

L'évolution du nombre d'habitants est connue à travers les recensements de la population effectués dans la commune depuis 1793. Pour les communes de moins de 10 000 habitants, une enquête de recensement portant sur toute la population est réalisée tous les cinq ans, les populations de référence des années intermédiaires étant quant à elles estimées par interpolation ou extrapolation. Pour la commune, le premier recensement exhaustif entrant dans le cadre du nouveau dispositif a été réalisé en 2004.

En 2022, la commune comptait 257 habitants, en évolution de +7,08 % par rapport à 2016 (Aude : +2,65 %, France hors Mayotte : +2,11 %).
| 1793 | 1800 | 1806 | 1821 | 1831 | 1836 | 1841 | 1846 | 1851 |
| ---- | ---- | ---- | ---- | ---- | ---- | ---- | ---- | ---- |
| 700  | 585  | 581  | 651  | 704  | 760  | 763  | 735  | 668  |

| 1856 | 1861 | 1866 | 1872 | 1876 | 1881 | 1886 | 1891 | 1896 |
| ---- | ---- | ---- | ---- | ---- | ---- | ---- | ---- | ---- |
| 686  | 714  | 706  | 752  | 736  | 671  | 602  | 528  | 546  |

| 1901 | 1906 | 1911 | 1921 | 1926 | 1931 | 1936 | 1946 | 1954 |
| ---- | ---- | ---- | ---- | ---- | ---- | ---- | ---- | ---- |
| 428  | 431  | 406  | 375  | 346  | 348  | 320  | 300  | 270  |

| 1962 | 1968 | 1975 | 1982 | 1990 | 1999 | 2004 | 2006 | 2009 |
| ---- | ---- | ---- | ---- | ---- | ---- | ---- | ---- | ---- |
| 223  | 237  | 285  | 284  | 247  | 244  | 256  | 255  | 269  |

| 2014 | 2019 | 2022 | - | - | - | - | - | - |
| ---- | ---- | ---- | - | - | - | - | - | - |
| 244  | 260  | 257  | - | - | - | - | - | - |

## Économie

### Revenus
En 2018  (données Insee publiées en septembre 2021), la commune compte 114 ménages fiscaux, regroupant 223 personnes. La médiane du revenu disponible par unité de consommation est de 18 160 € (19 240 € dans le département).

### Emploi
| Division       | 2008   | 2013   | 2018   |
| -------------- | ------ | ------ | ------ |
| Commune        | 17,5 % | 19,9 % | 22,1 % |
| Département    | 10,2 % | 12,8 % | 12,6 % |
| France entière | 8,3 %  | 10 %   | 10 %   |

En 2018, la population âgée de 15 à 64 ans s'élève à 127 personnes, parmi lesquelles on compte 71 % d'actifs (48,9 % ayant un emploi et 22,1 % de chômeurs) et 29 % d'inactifs,. Depuis 2008, le taux de chômage communal (au sens du recensement) des 15-64 ans est supérieur à celui de la France et du département.
La commune est hors attraction des villes,. Elle compte 34 emplois en 2018, contre 51 en 2013 et 71 en 2008. Le nombre d'actifs ayant un emploi résidant dans la commune est de 63, soit un indicateur de concentration d'emploi de 54,4 % et un taux d'activité parmi les 15 ans ou plus de 42,3 %.
Sur ces 63 actifs de 15 ans ou plus ayant un emploi, 22 travaillent dans la commune, soit 35 % des habitants. Pour se rendre au travail, 89,2 % des habitants utilisent un véhicule personnel ou de fonction à quatre roues, 1,5 % les transports en commun, 6,2 % s'y rendent en deux-roues, à vélo ou à pied et 3,1 % n'ont pas besoin de transport (travail au domicile).

### Activités hors agriculture
17 établissements sont implantés  à Nébias au 31 décembre 2019.
Le secteur de la construction est prépondérant sur la commune puisqu'il représente 35,3 % du nombre total d'établissements de la commune (6 sur les 17 entreprises implantées  à Nébias), contre 14 % au niveau départemental.

### Agriculture
|               | 1988 | 2000 | 2010 | 2020 |
| ------------- | ---- | ---- | ---- | ---- |
| Exploitations | 17   | 7    | 6    | 3    |
| SAU (ha)      | 419  | 308  | 403  | 188  |

La commune est dans le Razès, une petite région agricole occupant l'ouest du département de l'Aude, également dénommée localement « Volvestre et Razès ». En 2020, l'orientation technico-économique de l'agriculture  sur la commune est la polyculture et/ou le polyélevage. Trois exploitations agricoles ayant leur siège dans la commune sont dénombrées lors du recensement agricole de 2020 (17 en 1988). La superficie agricole utilisée est de 188 ha,,.

## Culture locale et patrimoine

### Lieux et monuments
- Château du XIIIe siècle modifié jusqu'au XIXe (famille de Mauléon).

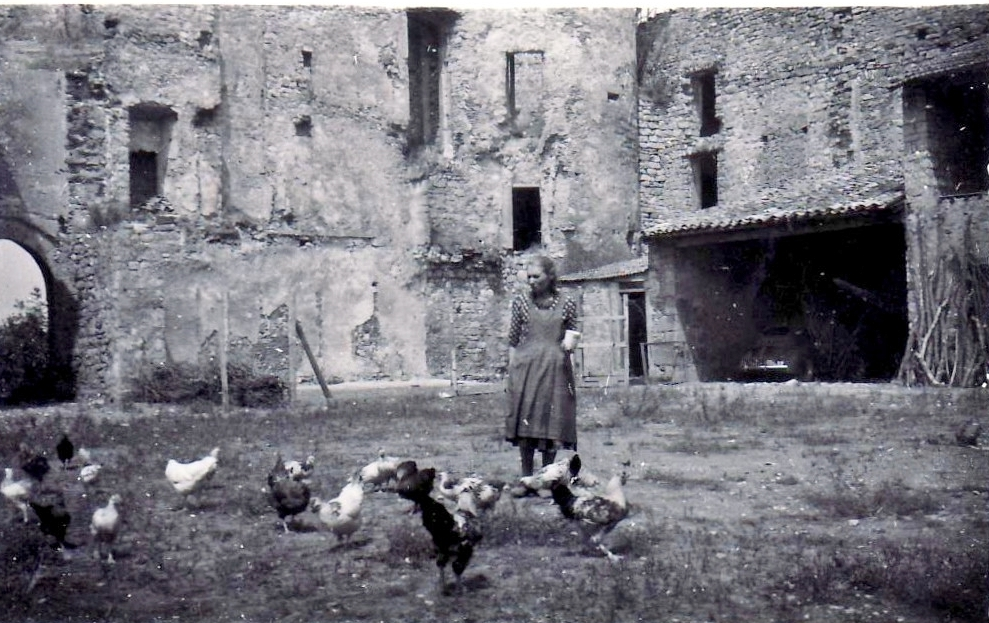
Le château en 1955.

- Église de la Nativité-de-Notre-Dame de Nébias, très ancienne reconstruite fin XIXe siècle : 1 cloche, 2 lustres et la table sainte classés à l'inventaire supplémentaire.
- Chapelle Sainte-Claire de Nébias du XVIe siècle avec une antériorité non datée.
- Plusieurs fontaines et lavoirs au village et au hameau de Lafage (fontaine-abreuvoir ronde dite de l'Église, fontaine-abreuvoir à trois bassins rectangulaires dite du Griffoul au bas du village (sud), très ancien lavoir à deux bassins au hameau de Lafage)
- Le site du moulin à vent dominant le village d'où part le Sentier Nature est un site très ancien. Les vestiges de deux moulins ont été restaurés entre 1997 et 2003 ainsi que le fortin de l'armée allemande installé en poste de défense anti-aérienne en 1942.
- Il ne faut pas manquer de visiter, à partir de Nébias, le Sentier Nature et en particulier le Labyrinthe Vert qu'il traverse. Il s'agit d'un chemin tortueux traversant un relief rocheux très particulier, qui s'enfonce dans une forêt de buis, de chêne et d'autres végétaux de la flore locale. On découvre au fil de son parcours, une série de clairières de toute beauté. La présence humaine depuis des siècles dans ces lieux fait penser au marcheur, qu'il pose ses pieds sur les mêmes pierres que celles qui étaient foulées par les gens du Moyen Âge et peut être de bien avant. Outre le Labyrinthe Vert il faut parcourir le "Cami Salvatge" aux rochers nommés, rester méditer sur le Grand Lapiaz ou dans le Clot des Encantados pas loin du Sapin Harpe[33]. En allant plus loin que le tracé de ce chemin qui a été ouvert en 1987, il est possible de rejoindre le château de Puivert, soit par un chemin forestier non-balisé prolongeant le Sentier Nature au niveau de la Borde d'en Dominique, soit par le sentier Cathare situé au sud et venant de la chapelle Sainte-Claire.
- Sentier panoramique et forestier du lac du Tury au belvédère de Montmija (1000 m) puis celui du sapin géant dans la forêt domaniale de Callong.

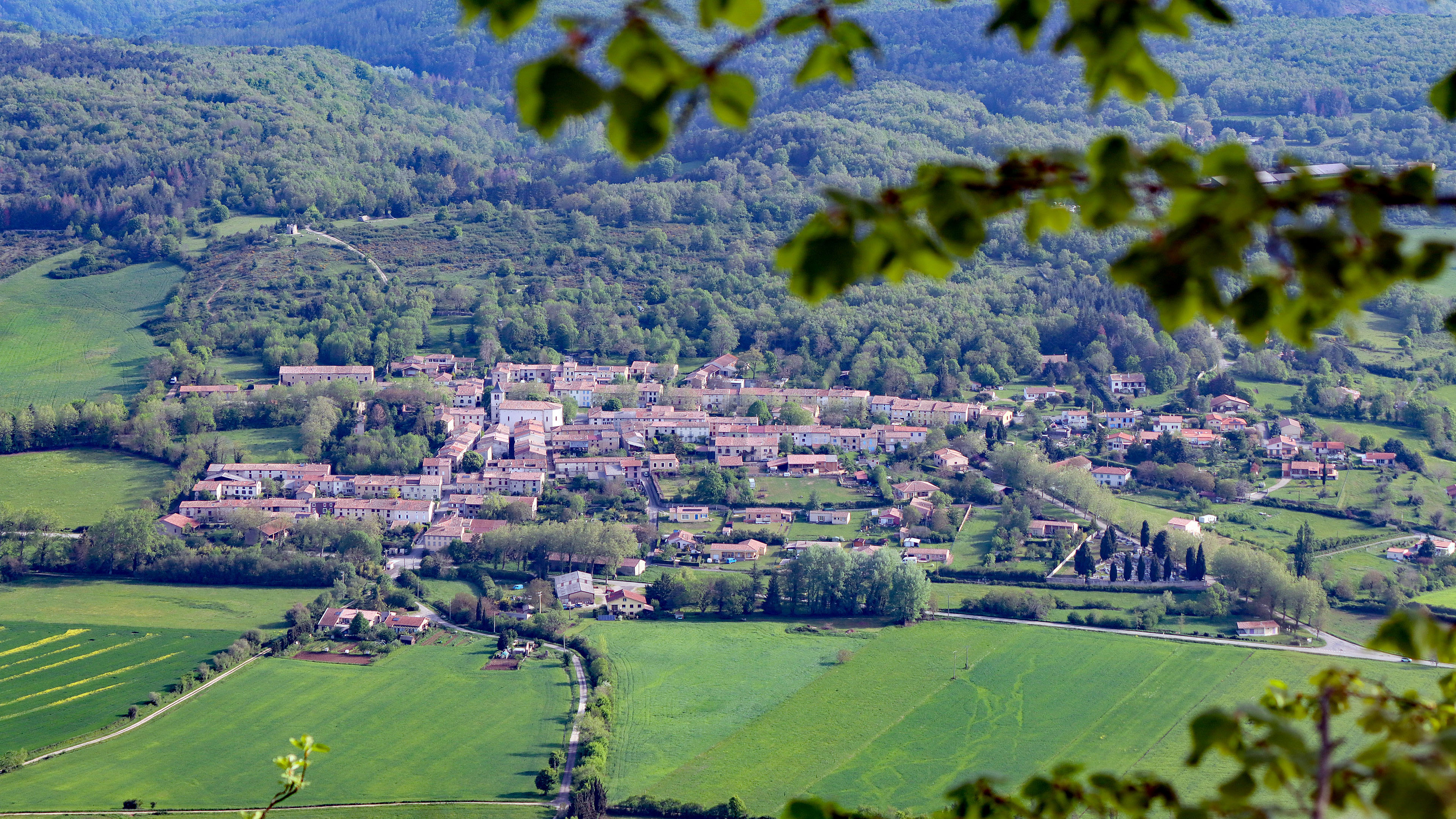
Le village vu du belvédère de Montmija.

### Personnalités liées à la commune
- Pierre Bastié, ancien instituteur et ancien maire de Nébias, ancien sénateur de l'Aude (PS).
- Sous l'Ancien Régime, la famille de Mauléon-Narbonne fut seigneurs et barons de Nébias.

### Héraldique
| Blason de Nébias | Blason  | De sinople au pal bretessé d'argent.             |
| Blason de Nébias | Détails | Le statut officiel du blason reste à déterminer. |